# Edgar Degas
Hilaire Germain Edgar Degas, conhecido como Edgar Degas (Paris, 19 de julho de 1834 — Paris, 27 de setembro de 1917), foi um pintor, gravurista, escultor e fotógrafo francês. É conhecido, sobretudo, pela sua visão particular do mundo do balé, sabendo captar os mais belos e sutis cenários. Também é reconhecido pelos seus célebres tons pastéis e por ter sido um dos fundadores do impressionismo. Muitos dos seus trabalhos conservam-se hoje no Museu de Orsay, na cidade de Paris, onde o artista nasceu e faleceu. Se o quisermos classificar na história da arte, a maioria das obras consagradas de Degas ligam-se ao movimento impressionista - formado na França no final do século XIX, como reação à pintura académica da época. Com ele estavam Claude Monet, Paul Cézanne, August Renoir, Alfred Sisley, Mary Cassatt, Berthe Morisot e Camille Pissarro, que cansados de serem recusados em exposições oficiais, associaram-se e criaram a sua própria escola para poderem apresentar e ensinar as suas obras ao público.
A arte impressionista é descrita frequentemente pelos efeitos de luz ao ar livre. Estas características não são, no entanto, aplicáveis a Degas: mesmo tendo sido um dos principais animadores das exposições impressionistas, não se enquadra no movimento que, em nome da liberdade de pintar, caracteriza o grupo. Ele prefere pintar ao ar livre e à distância, "o que nós só vemos na nossa memória". Dirigindo-se a um pintor ele diz: "Para vós, é necessário a vida natural, para mim, a vida fictícia". Se Degas faz, oficialmente, parte do movimento dos impressionistas, ele não se identifica com eles nas características mais conhecidas. A sua situação de exceção não escapa aos críticos da época, frequentemente desestabilizados pelo seu vanguardismo. Vários dos seus quadros foram fruto de controvérsia, e, ainda hoje, a obra de Degas é objeto de numerosos debates pelos historiadores de arte. Edgar Degas repousa no túmulo da família no cemitério de Montmartre em Paris.

## Biografia

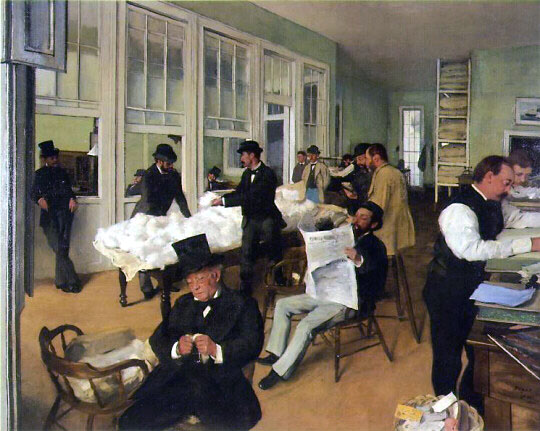
Le Bureau de coton à La Nouvelle-Orléans, 1873

Filho primogénito do rico banqueiro Auguste de Gas e de Célestine Musson, Edgar Hilaire Germain Degas nasceu em Paris a 19 de julho de 1834. O pai pertencia a uma família nobre da Bretanha, que tinha se mudado para Nápoles durante a Revolução Francesa; a mãe, Célestine, era originária de Nova Orléans (Luisiana) e a sua família dedicava-se à produção de algodão. Foi batizado com o nome de Edgar-Hilaire Germaine de Gas e passou a sua infância na rua St. George, próximo do Jardim de Luxemburgo em Paris. Mesmo com quatro irmãos e irmãs, teve uma infância afetada pela morte de sua mãe, em 1847.

### Os estudos

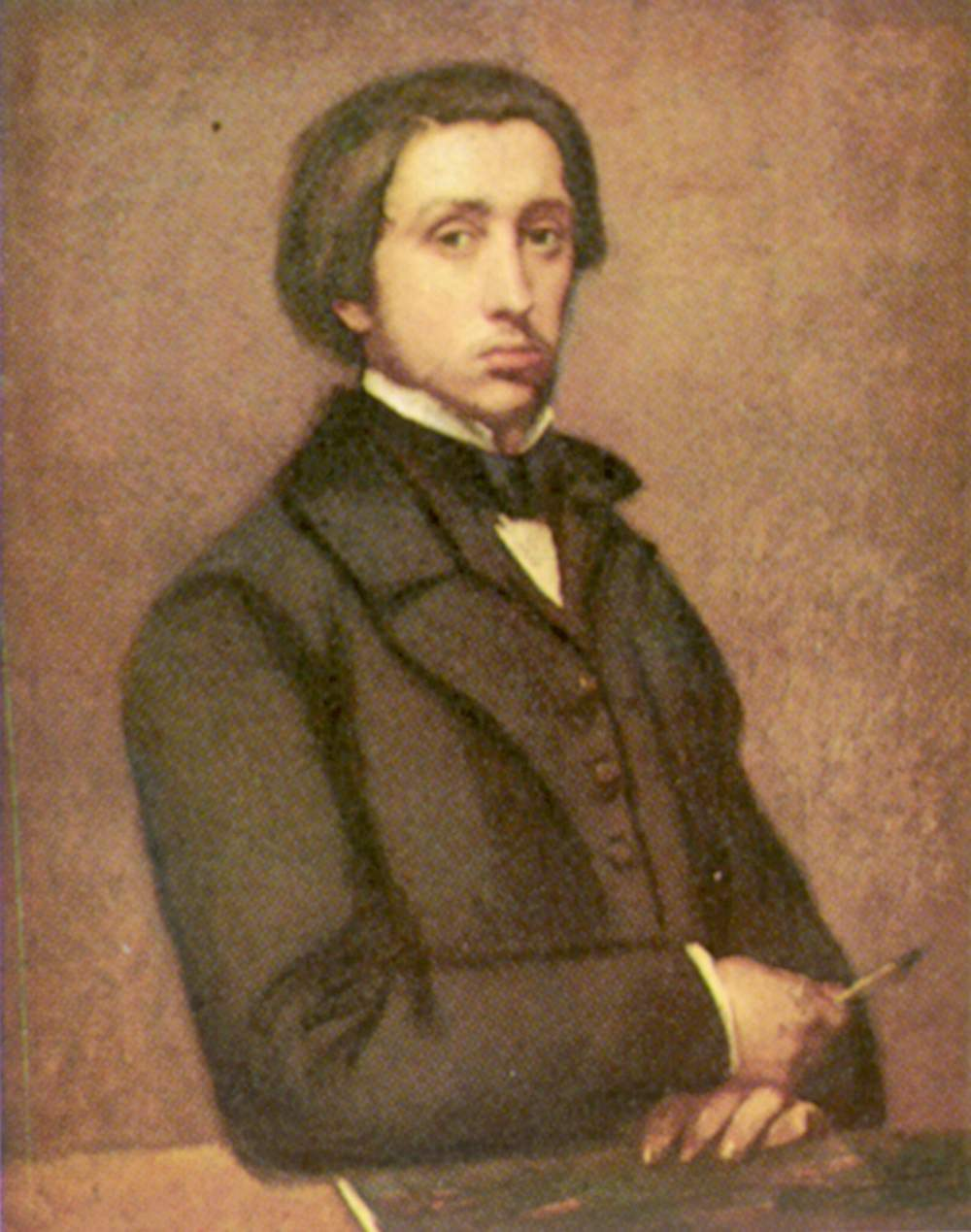
Autorretrato (Degas au porte-fusain), 1855. Musée d'Orsay.

A origem e a formação de Edgar Degas jamais sugeririam que ele viesse a ser um revolucionário, satirizando e reformulando as percepções visuais das pessoas do seu tempo. Em 1845, entrou como aluno no Liceu Louis-le-Grand (Paris), onde conheceu Henri Rouart, amigo que o acompanhou durante toda a sua vida. Com dezoito anos, numa sala da mansão dos seus pais, instalou um atelier onde concebeu alguns dos melhores trabalhos do início da sua carreira. Não progredia muito na escola, pois tinha bem assente a sua posição social, e os pais relembravam-lhe constantemente que era um aristocrata. Já com o bacharelato, saiu do liceu aos vinte anos de idade com outros planos em mente.
Em 1854, ingressa no ateliê de Louis Lamothe, onde encontra Dominique Ingres e os irmãos Flandrin. Foi Lamothe quem lhe serviu de conselheiro durante os primeiros anos da sua carreira e que o aproximou de Dominique Ingres. Nos anos seguintes, Degas foi admitido na École des Beaux-Arts, em Paris. Durante este período, ele entrou no estúdio do pintor Felix José Barrias, muito famoso em seu tempo. Aconselhado por Ingres, que lhe dizia "Faz esboços, jovem, muitos esboços, não importa se vêm da memória ou da natureza", ele passava os seus dias no Museu do Louvre, fascinado pelos pintores italianos, holandeses e franceses. Desenhou incansavelmente cópias das obras de Albrecht Dürer, Andrea Mantegna, Paolo Veronese, Goya e Rembrandt. Seu pai, no entanto, queria que ele estudasse direito. Degas inscreveu-se no curso de direito da Universidade de Paris em novembro de 1853, mas não fez o mínimo esforço para ter sucesso e continuar seus estudos, vindo finalmente a abandonar o curso em 1855.

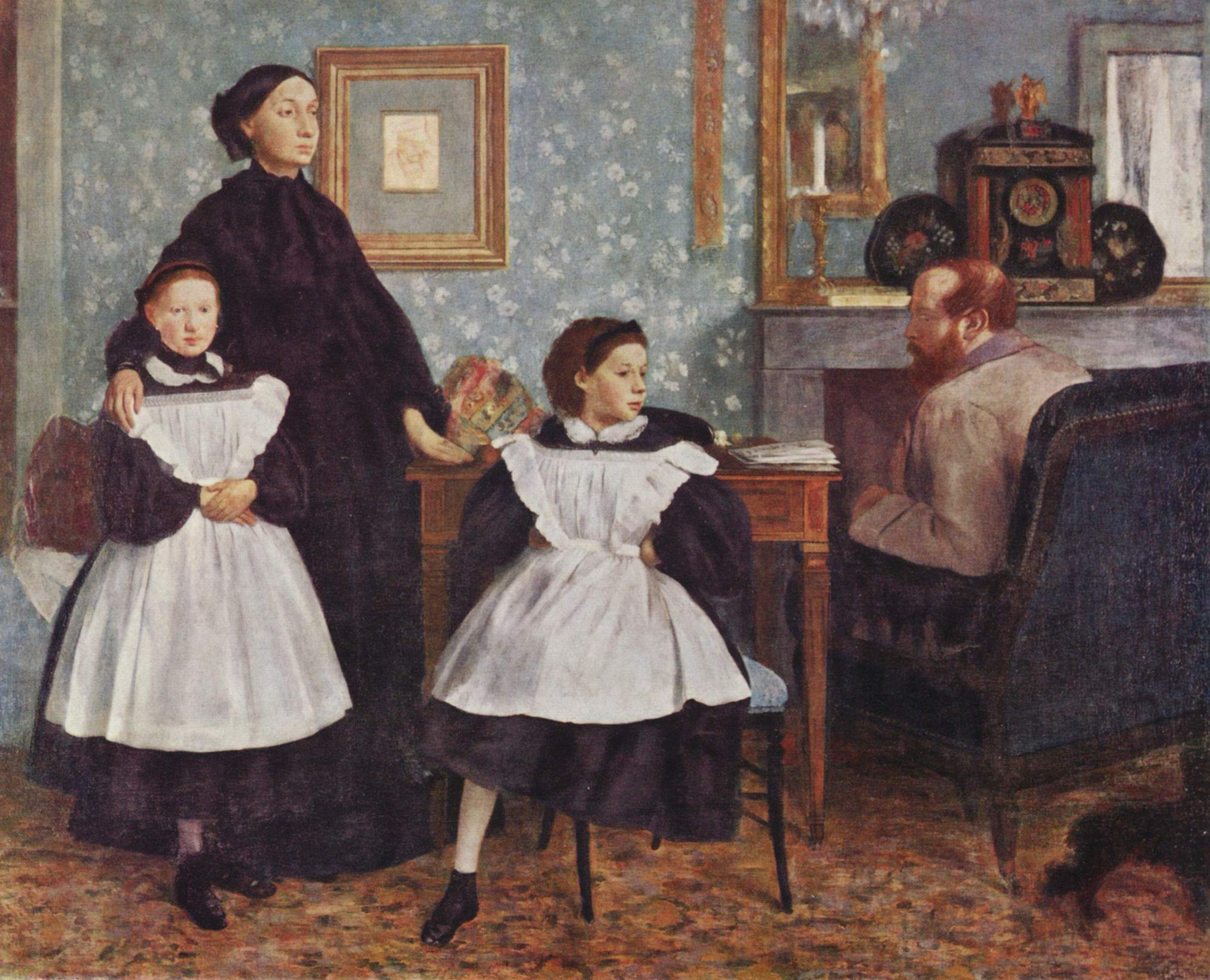
Retrato da família Bellelli, 1860, Museu de Orsay.

### Na Itália
Entusiasmado, empreendeu uma viagem a Itália, onde viveu por três anos, dedicando-se a copiar as pinturas dos grandes mestres do Renascimento como Luca Signorelli, Sandro Botticelli, as esculturas clássicas, afrescos de Rafael e o trabalho de Michelangelo na Capela Sistina, obras que são as principais motivações do pintor. Inicialmente, viajou com sua família para Nápoles e depois para Roma e Florença, onde se tornou amigo do pintor Gustave Moreau. Teve contato com as obras de Rafael Sanzio, Leonardo da Vinci, Michelangelo, Andrea Mantegna - copiando os seus trabalhos, como "A crucificação de Mantegna", entre outros artistas da Renascença.
Durante esta viagem, concebeu um dos seus melhores trabalhos: Retrato da família Bellelli, com esboços de todos os membros da família aristocrata italiana.

### Regresso a Paris e os Impressionistas
De regresso a França no ano de 1859, Degas instala-se num estúdio em Paris e continua o seu trabalho sobre o Retrato da família Bellelli, cuja execução durou mais de dois meses e que queria apresentar no Grande Salão de Paris. Com esta pintura, Degas consegue evidenciar o carácter psicológico da baronesa, que contrasta visivelmente com o do barão. Ela limita-se a olhar friamente uma janela sabendo que está ali só para posar para o retrato. Já o barão, mais velho que a esposa, olha ternamente a sobrinha sentada. Para além deste quadro, não se cansou de retratar os membros da sua família, incluindo o seu avô, Hilaire Germain de Gás, os seus irmãos e o chefe da família De Gás. Também efetuou estudos sobre várias pinturas históricas: Alexandre e Bucephalus e a filha de Jefté em 1859-1860; Semiramis construindo Babilônia, em 1860, e Jovens espartanos por volta de 1860. Em 1861, Degas vai visitar o seu amigo de infância Paul Valpinçon na Normandia, onde faz os seus primeiros estudos sobre cavalos.

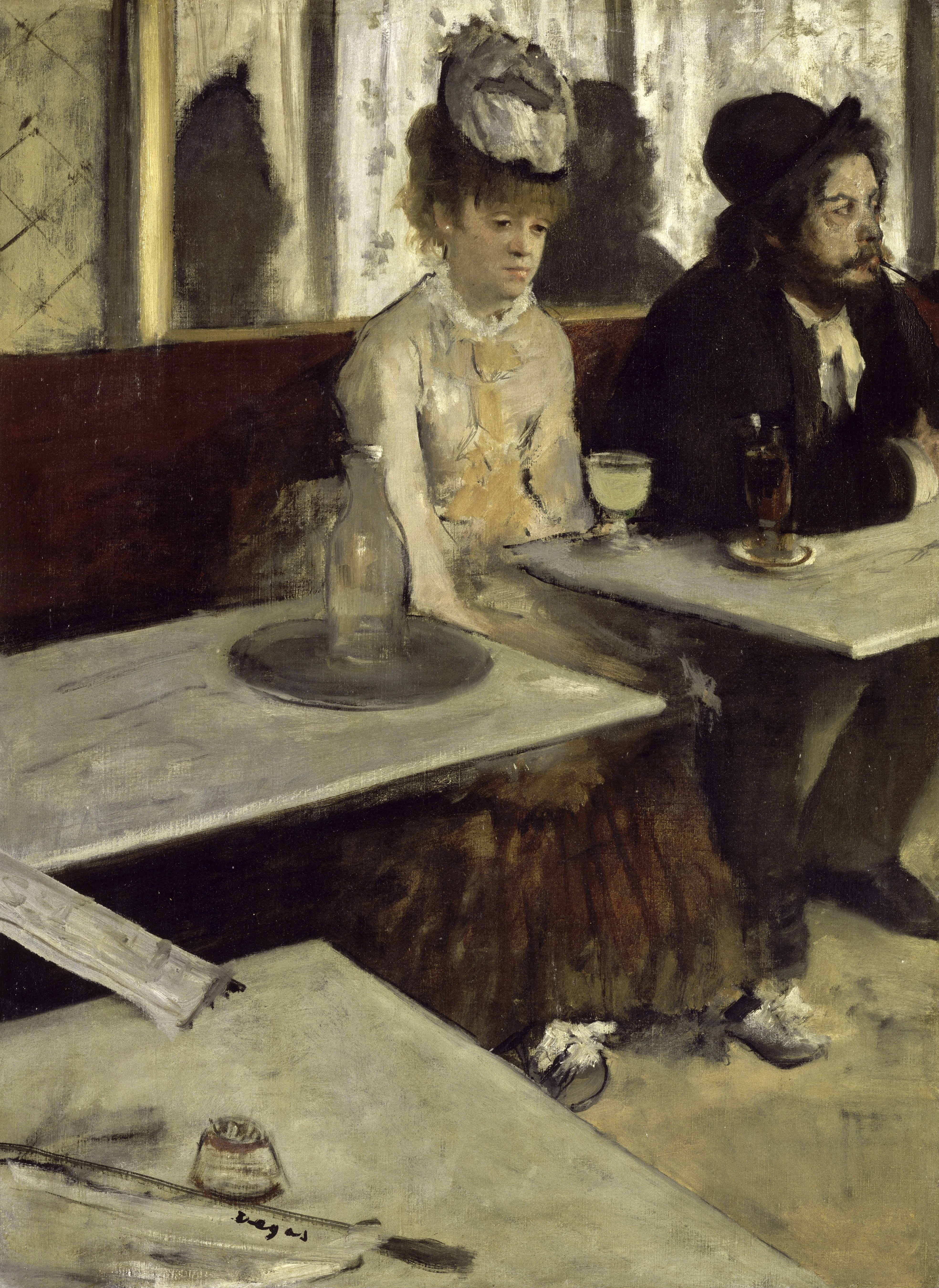
Edgar Degas - O absinto

Expõe pela primeira vez no Grande Salão de Paris em 1865, quando o júri aceitou sua pintura Cena de guerra na Idade Média, que atraiu pouca atenção. No entanto, as suas participações continuaram até 1870. Estudou concisamente a obra de Delacroix e de Dominique Ingres. Este último era, por assim dizer, "idolatrado" por Degas. Com tudo isto, em 1864, conheceu um homem que viria a revelar-se um grande amigo e que o marcaria até ao final dos seus dias: Édouard Manet, pintor francês, nascido em 1834 e falecido em 1917, ligado à geração do Impressionismo. Ambos estavam copiando o mesmo retrato de Velázquez no Louvre quando se conheceram. Mudou o seu estilo, influenciado principalmente pelo exemplo de Édouard Manet. Manet promoveu a primeira exposição de arte impressionista, onde Degas mostrou seu trabalho. De 1874 a 1886, Degas expõe com os impressionistas, mas os seus conflitos repetidos com outros membros do grupo e o fato de ter tão pouco em comum com Claude Monet e outros pintores paisagistas, fez com que rejeitasse o rótulo de impressionista que a imprensa lhe tinha criado e tinha popularizado. Ainda hoje, a sua inclusão na pintura impressionista é discutida pelos historiadores de arte. Degas apreciava tudo o que era fora do comum. Chocava por uma paleta discordante, nos dizeres do público da época, em que era capaz de colocar lado a lado um violeta intenso e um verde ácido. A escolha dos temas era frequentemente pouco convencional. Influenciado pela estética naturalista, retratou a vida parisiense, nos seus vícios, como em O Absinto (1876-1877), e costumes. A frequência da vida noturna de Paris, e principalmente da ópera, levou-o a multiplicar os ângulos de visão e os enquadramentos insólitos, que mais tarde o cinema e a fotografia iriam banalizar. Em A Bailarina (1876), Degas exprime a beleza fugidia da dança, e neste aspecto pode considerar-se que está a ser "impressionista". Embora a bailarina se encontre completamente à direita, a composição é assimetricamente equilibrada pela mancha escura do que será o chefe do corpo de baile.

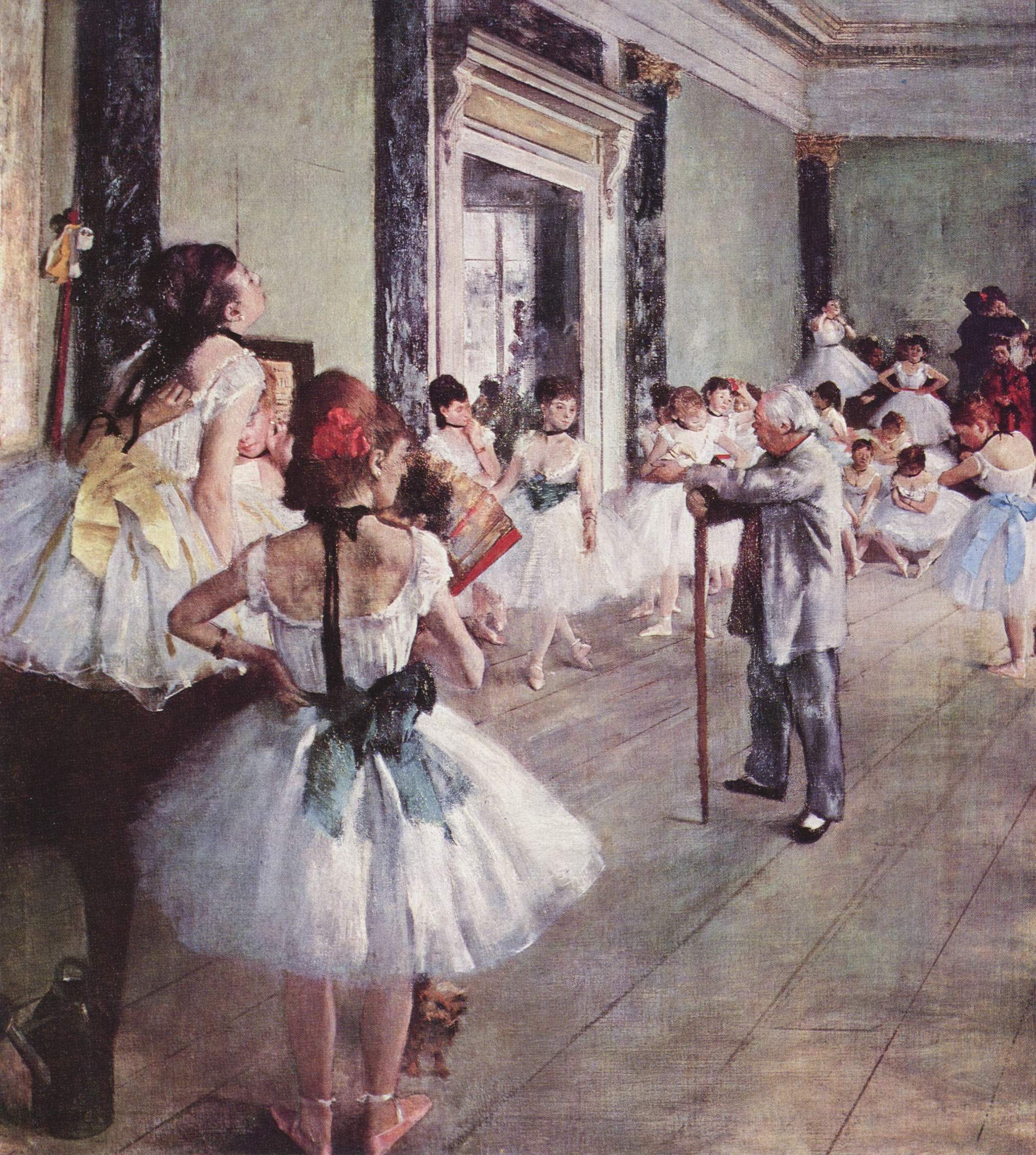
A aula de dança, Museu d'Orsay.

Tradicionalmente, a arte ocidental respeita a unidade de composição. As formas surgem ligadas a outras formas, criando um movimento ou um conjunto de linhas no espaço. A arte oriental, pelo contrário, baseia essa relação no acentuar de certos grafismos ou cores e levando em linha de conta o espaço "entre", o vazio. Degas não deixou de tomar conhecimento da exposição de gravuras japonesas realizada em Paris em 1860, assimilando o delicado traço das composições. Os objetos deixam de ser olhados como objetos em si, a retratar fielmente, mas são representados pelas qualidades pictóricas que podem emprestar ao conjunto do quadro. Nas numerosas versões de Depois do Banho, é desenvolvido o tema de mulheres fazendo a toilette. O pintor experimenta vários processos técnicos: a aquarela, o pastel, a água-forte, a litografia, o monotipo. Nos últimos anos, devido às dificuldades de visão, trabalhou quase exclusivamente com cera, pastel e barro. A sua paleta ganhou mais força e luminosidade, enquanto as formas se simplificaram.

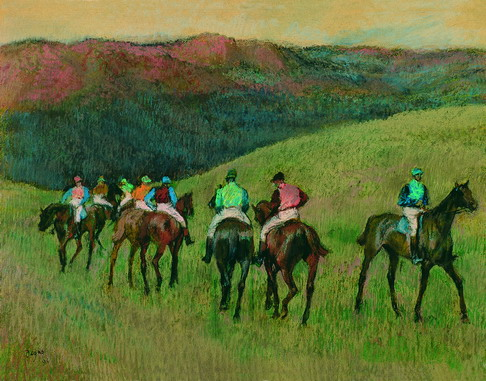
Cavalos de Corrida numa Paisagem, 1894, Museu Thyssen-Bornemisza.

## O percurso artístico
Depois da sua longa visita a Itália, onde não se absteve de estudar e até mesmo copiar as obras dos mais distintos pintores do Renascimento italiano, Degas regressou a Paris. Enfastiado pela arte renascentista e barroca, passou a ir frequentemente ao Museu do Louvre, onde estudou as obras de pintores, seus precedentes, de toda a Europa, sem exceptuar Nicolas Poussin, Dominique Ingres, Leonardo da Vinci, Hans Memling, Ticiano, Anthony van Dyck, Joshua Reynolds, Hubert Robert, John Constable e outros mestres.
As pinturas deste período, cópias das obras dos precedentes pintores ou inspiradas nas obras dos mesmos, começaram a encarar o sucesso e foram até aceitas no Salon. Degas era reconhecido como um convencional e ecléctico pintor parisiense do Salon.
Mas, em 1870, a vida de Degas mudou, devido a Guerra Franco-Prussiana. Nessa guerra, entre duas das maiores potências europeias - embora em declínio -, Degas serviu na Guarda Nacional, na artilharia, agindo na defesa de Paris. Estava ali junto a Henri Rouart. Os dois ficaram instalados na casa de uns amigos da família De Gás, de nome Valpiçon. Foi aqui, em Ménil-Hubert, na Normandia, que Degas trabalhou em Retrato da jovem Hortense Valpiçon. O quadro revela uma assimetria semelhante a A dama dos crisântemos, que, por sua vez, retrata a mãe de Hortense, a famosa Madame Valpiçon. Esta temporada marcou o interesse maior do aristocrata pela pintura histórica.

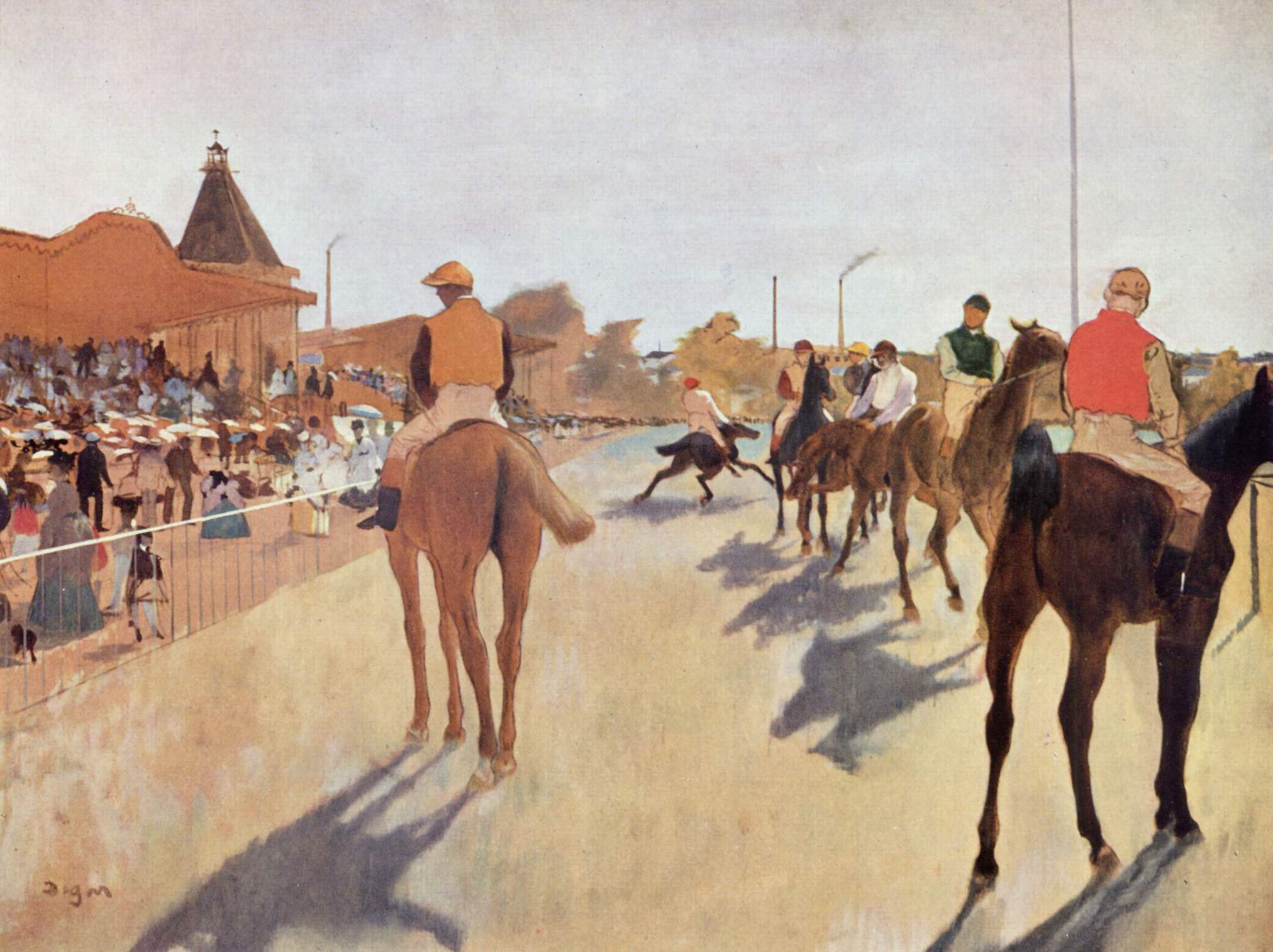
Cavalo de Corridas diante das tribunas, 1879, Museu d'Orsay, Paris.

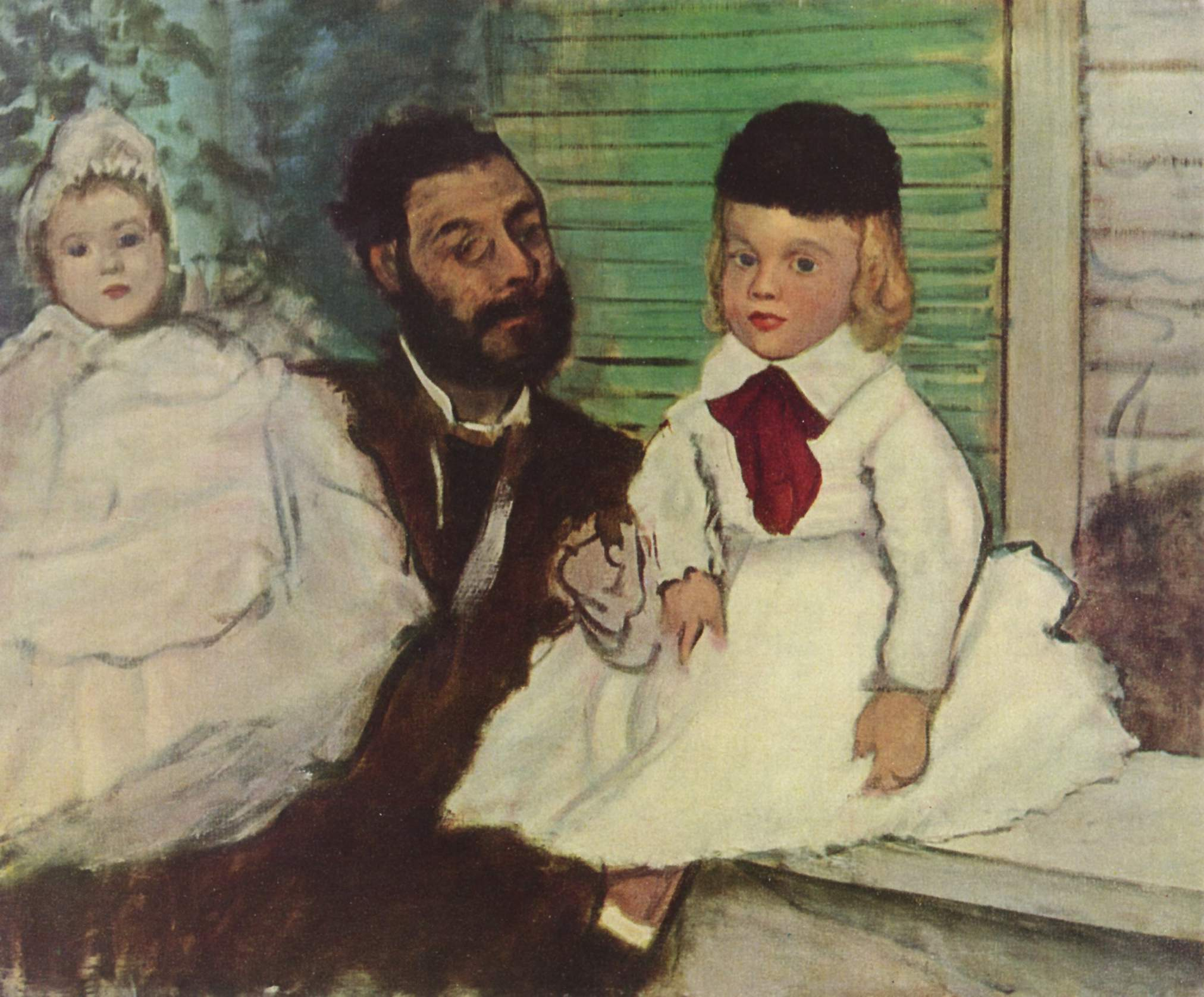
Retrato de duas meninas (provavelmente as meninas Valpiçon), 1870, Sammlung E. G. Bührle

Depois da Guerra - e para descansar - Degas retirou-se para Nova Orleans, via Londres, com o seu irmão René (que tinha o mesmo nome que o pai), onde o tio estava imigrado e mantinha um negócio de algodão. Ali concebeu um vasto número de trabalhos antes de retornar a Paris, entre A Bolsa de algodão de Nova Orleans, O pedicuro (que tem-se como mais um dos incansáveis estudos da vida quotidiana proferidos por Degas) e Negociantes do algodão em Nova Orleans. Regressou à sua cidade natal no ano de 1873, depois de permanecer cerca de cinco meses nos Estados Unidos.
Depois de tantos anos dedicado à pintura, Degas quis experimentar uma nova ocupação. Vendo-se em favorável posição social, Degas teve acesso às mais contemporâneas tecnologias e modas. Recentemente inventada, a Fotografia também atraiu o francês, mas por pouco tempo. De opinião conservadora, digna de um verdadeiro aristocrata, reinventou-se como colecionador de arte e comprou vários trabalhos de Paul Gauguin, Van Gogh e Paul Cézanne, o que demonstra a aptidão que tinha para a escolha de tons vivos e fortes e a "força" que estes exercem sobre si. Criou então uma colecção, hoje, de imenso valor comercial.
Como já foi dito explicitamente, Degas gozou de uma grande estabilidade monetária. Todavia, somente gozou de tanta estabilidade até 1874, quando ocorreu morte do seu pai. Tendo herdado algumas dívidas, Degas viu-se na obrigação de vender a sua colecção de arte. Mesmo assim não deixou de parte os seus luxos, incluindo os criados, os quais retratava frequentemente. A sua governanta era Zoé Cloisier.
Em 1874, após a morte do pai, Degas precisava de ajuda para a concretização de uma exposição onde pudesse exibir as suas pinturas. A exposição, a princípio um acontecimento simples, que não deveria chamar muita atenção, acabou sendo a Primeira Exposição Impressionista, onde Degas se apresentou com trabalhos como Nas corridas e Cavalos de corridas. Ambas as obras estão hoje em exibição em museus: a primeira no Museum of Fine Arts, em Boston, e a segunda no Museu de Orsay, em Paris. Degas e os demais impressionistas protagonizaram mais sete exposições, a última em 1886. Degas participou de todas, sem excepção. Na maioria delas, Degas foi ali inserido sob alçada de Manet, o seu "amigo rival".
Depois destas exposições, o mundo havia, de certo, mudado. As pessoas renovaram a sua visão da arte e foram se acostumando àquelas pinturas que a "boa sociedade" tinha como imprudentes, escandalosas (as de Édouard Manet) e até mesmo imorais, objetos incitadores de revoluções. E de fato, os impressionistas foram mesmo revolucionários: revolucionaram a maneira muito conservadora de ver a arte, mudaram a visão naturalista que as pessoas tinham do mundo que as rodeava e deram o primeiro passo para a Arte Moderna.
Apesar de Degas, ao longo da sua vida, ter sido conservador tanto nas opiniões quanto na própria forma de vida, as transformações que sofreu, tal como com a maioria dos outros impressionistas, viriam, de fato, a transformar-se na "alavanca" do Modernismo.

### O estilo artístico

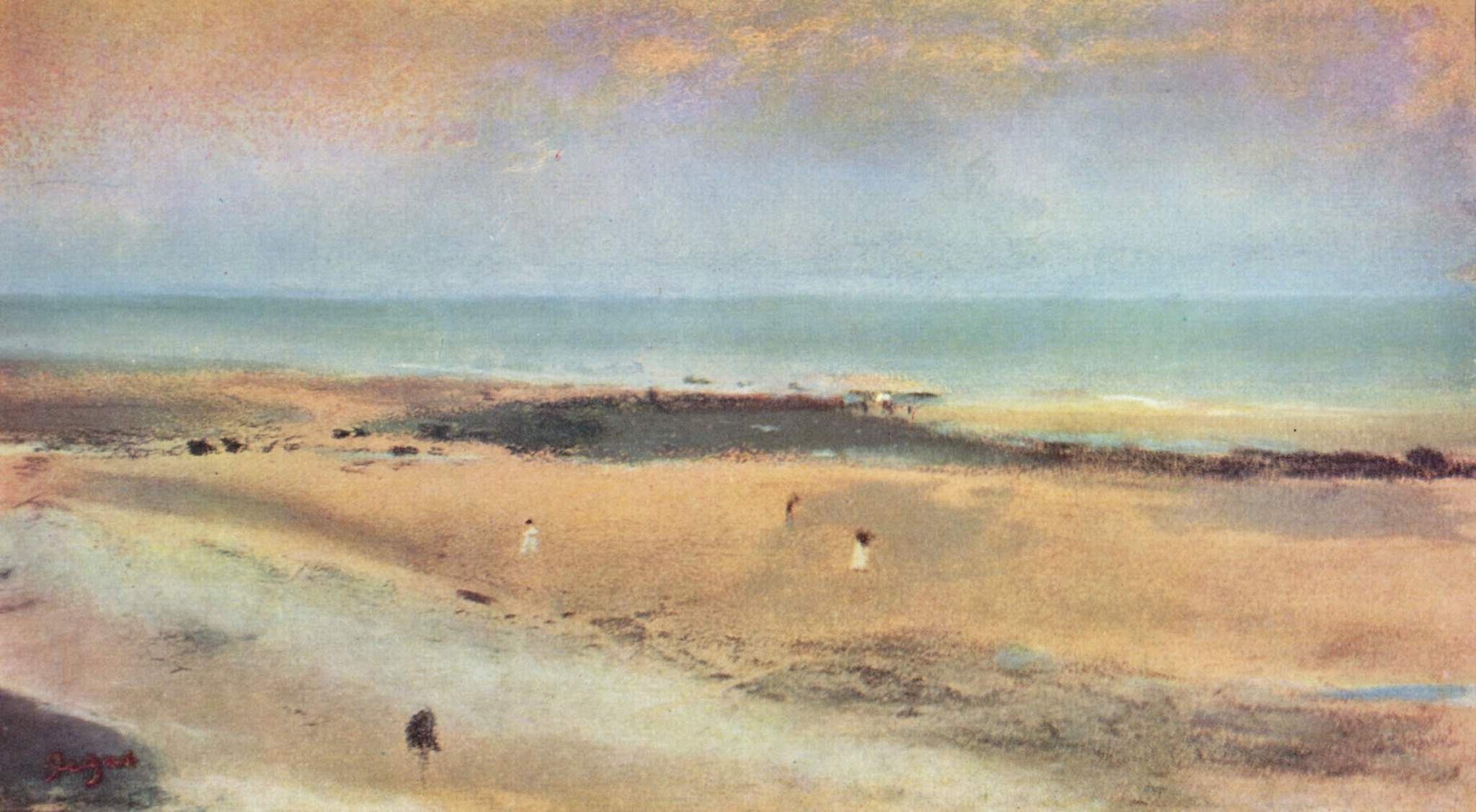
Paisagem, cerca de 1869 - 1870

A Banheira, 1886, Museu de Orsay. Este quadro é um dos mais importantes e representativos trabalhos de Degas. Como de costume, exibe uma gama de inspirações que se revelam entre Dominique Ingres e o seu próprio estilo. Para além disso, este é dos poucos quadros em que o artista trabalha uma paleta de cores impressionista e partilha um estilo um pouco semelhante ao de Manet. Para além de atraído pelo corpo feminino, Degas trabalhava muito o quotidiano, sendo este trabalho um exemplo do seu gosto pelo quotidiano doméstico. É necessário afirmar que este trabalho é o melhor de toda a célebre série Mulheres no seu toillete.

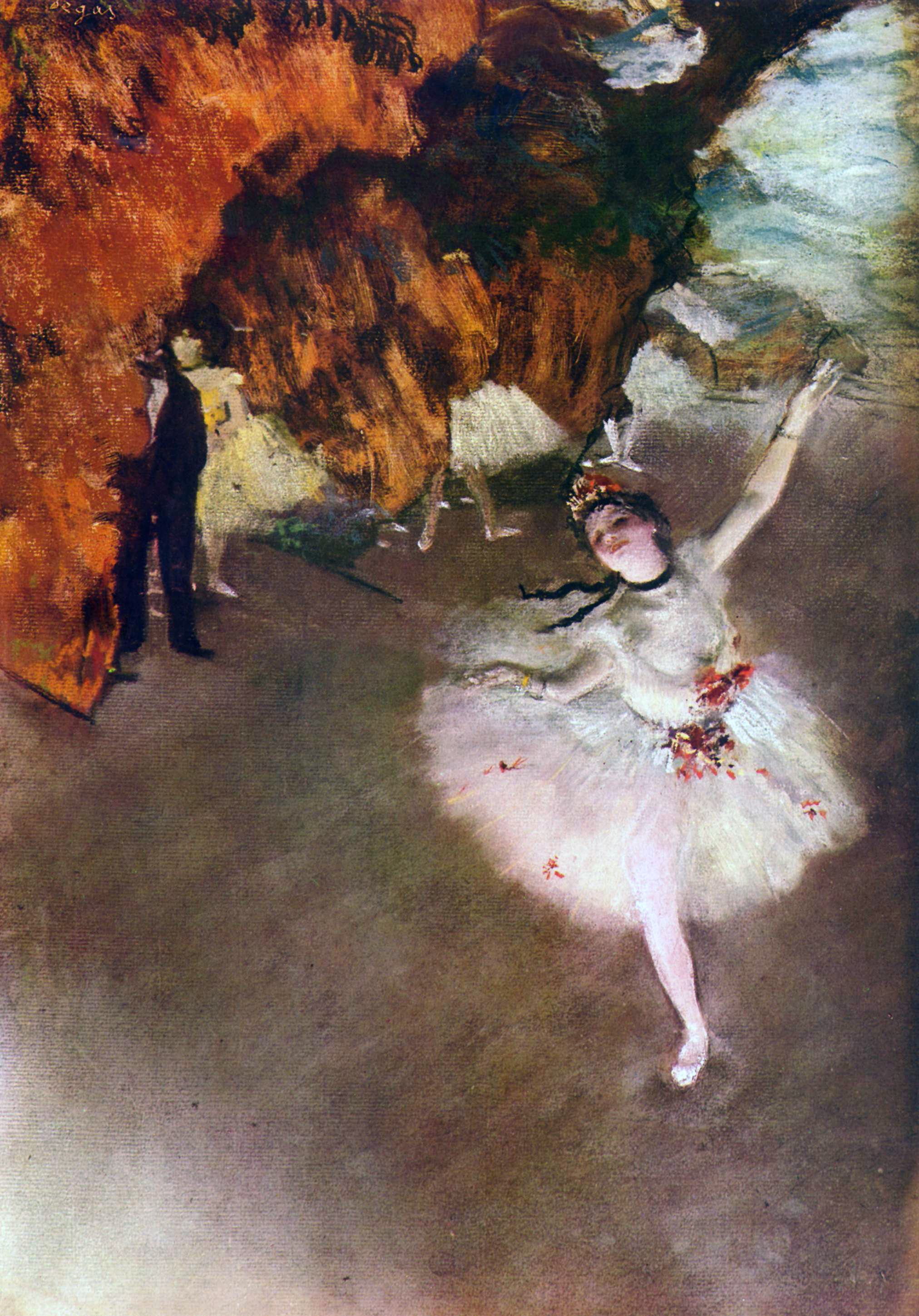
Prima Ballerina ou A Primeira Bailarina, c 1878, Museu de Orsay.

Degas é considerado vulgarmente como um dos impressionistas, todavia, tal afirmação revela-se um erro, visto que o autor nunca adotou o leque de cores típico dos impressionistas, proposto por Monet e Boudin, e para além disso, desaprovou vários trabalhos seus. Pelo contrário, Degas misturava o estilo impressionista - inspirado em Manet - com influências conservadoras, com bases assentes na Renascença italiana e no Realismo francês. Mas, à semelhança de muitos modernistas - desta época ou de outras, veja-se Matisse, que viveu posteriormente -, inspirou-se muito nas odaliscas de Dominique Ingres.
Na primeira exibição impressionista, Degas constava na lista dos que ali tinham obras expostas. As suas obras reuniam uma gama de influências vasta e sem semelhança, onde sobressaem as gravuras japonesas e os torneados humanos de Dominique Ingres. Como é de notar, os quadros de Degas não surpreenderam tanto como os de Monet, por exemplo. O público não se espantava tanto com as suas pinturas; eram tão mais delicadas, sem a agressividade que viram nos outros trabalhos, fazia-lhes até lembrar a pintura histórica, os grandes mestres italianos e o encanto dos franceses do setecento.
Degas ficou bastante conhecido por pintar bailarinas, cavalos, retratos de família - dos quais o mais conhecido é Retrato da Família Bellelli - ou individuais (por exemplo, o Retrato de Edmond Duranty), cenas do cotidiano parisiense e cenas domésticas, como o banho (como A Banheira), paisagens e cenas da burguesia de Nova Orleans. Todavia, durante algum tempo, Degas aplicou-se a pintar as tensões maritais, entre homem e mulher (recorde-se O estupro e O amuo).
Na década de 1860, Degas adquire finalmente o estilo que o tornaria famoso e diferente dos seus colegas: a pintura histórica. Apesar desse particular, não deixou de continuar a pintar as cenas de ópera e concertos, mulheres e finalmente, as bailarinas que o tornaram um pintor de renome. Desta série que perdurou ao longo do final do seu glorioso percurso artístico, as mais famosas pinturas são, sem dúvida, A primeira bailarina e A aula de dança. Nestes trabalhos, o francês aplicou-se vivamente nos tons vibrantes, que vigoraram vulgarmente ao longo da sua vida. Porém, durante este período os seus trabalhos tornaram-se muito expressivos, alarmantes, assustadores. Veja-se o caso do primeiro. A bailarina parece que voa e o ambiente em torno dela é inspirador e implacável. Um quadro vivo, uma obra-prima inquestionável.
É impossível esquecer Músicos da Ópera, uma verdadeira cena saída de um conto literário. Um particular interessante na pintura de Degas, é o fato de conceder a cada personagem dos seus trabalhos uma atmosfera brilhante e eclética, que faz com que estas pareçam reais, móveis, tocáveis, inexplicáveis. Degas era, incontestavelmente, um mestre da pintura. Músicos da Ópera não foge à regra.
Até aqui era frequente utilizar pastel, todavia, durante a década de 1870 era mais frequente a pintura a óleo nos seus trabalhos.
Devido à sua brilhante técnica, hoje, as pinturas de Edgar Degas são das mais procuradas pelos compradores de todo o mundo. Em 2004, um trabalho de Degas de nome As corridas no Bosque de Boulonha foi vendido na Sotheby's pela quantia espantosa de cerca de 10 milhões de euros, ao lado de O tomateiro, de Pablo Picasso e de alguns outros trabalhos do seu eterno "amigo-rival" Édouard Manet.

## A reputação e a aceitação da sua obra

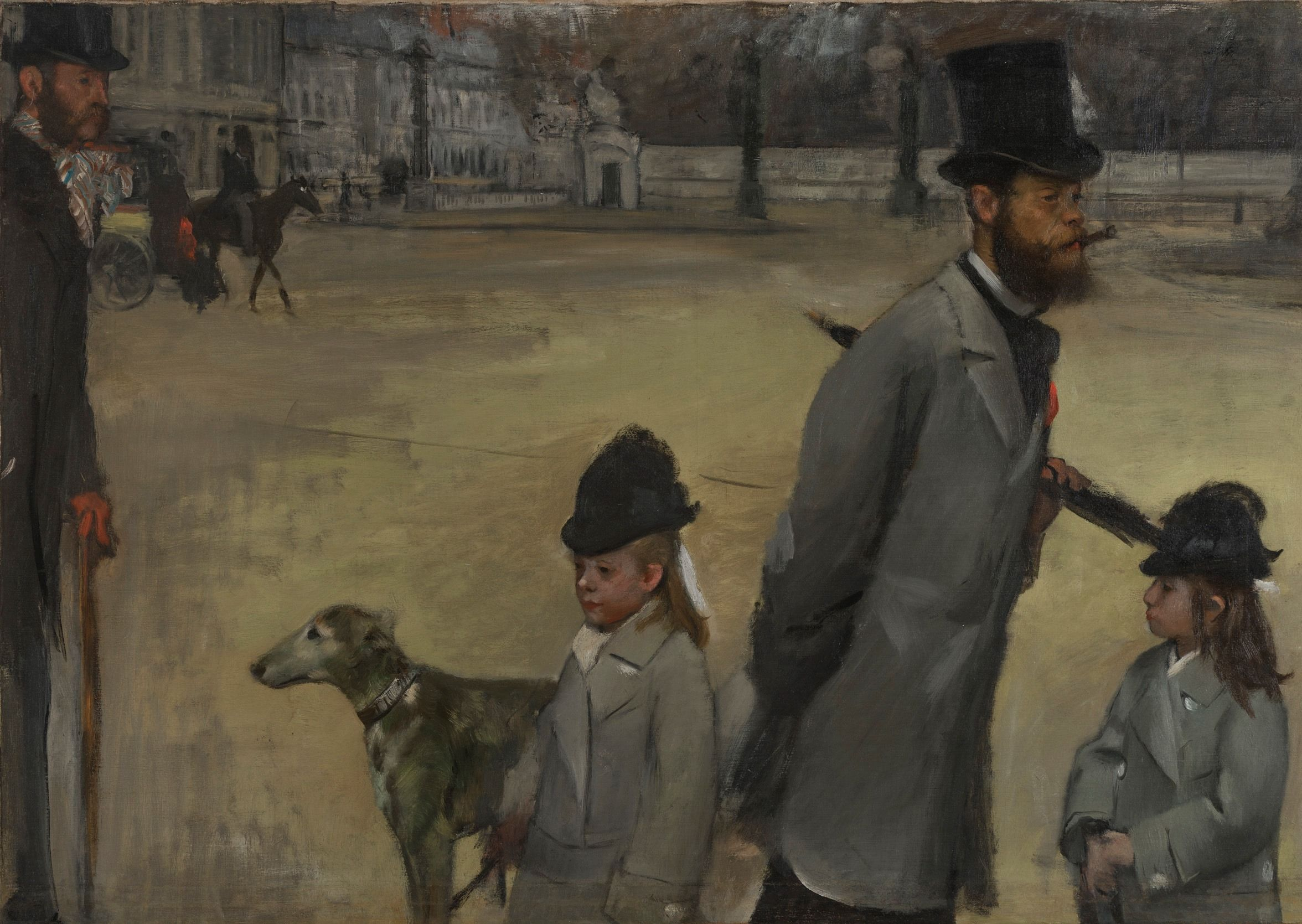
Place de La Concorde, 1875, Museu do Ermitage.

"Saúdo Vossa Excelência que tem aquela perspectiva, talvez das pinturas de Degas, capaz de vislumbrar o horizonte sem o impressionismo que dificulta muitas vezes o exercício da poesia para a boa aplicação da justiça." Ministro Menezes Direito - STF
Degas era um aristocrata, um homem de famílias típicas, um descendente de banqueiros napolitanos. Portanto, os seus trabalhos, do início da sua carreira, foram bem aceitos pela crítica e pela aristocracia restante que se espantava ao ver o talento daquele gênio. Sem dúvida, a sua classe social influenciava na aceitação dos seus trabalhos. Desde cenas do cotidiano doméstico às frenéticas ruas de Paris, desde a Bolsa de Nova Orleans à pintura histórica, desde as corridas de cavalo à mulheres passando a ferro, todas as suas obras eram bem aceitas e de extrema reputação.

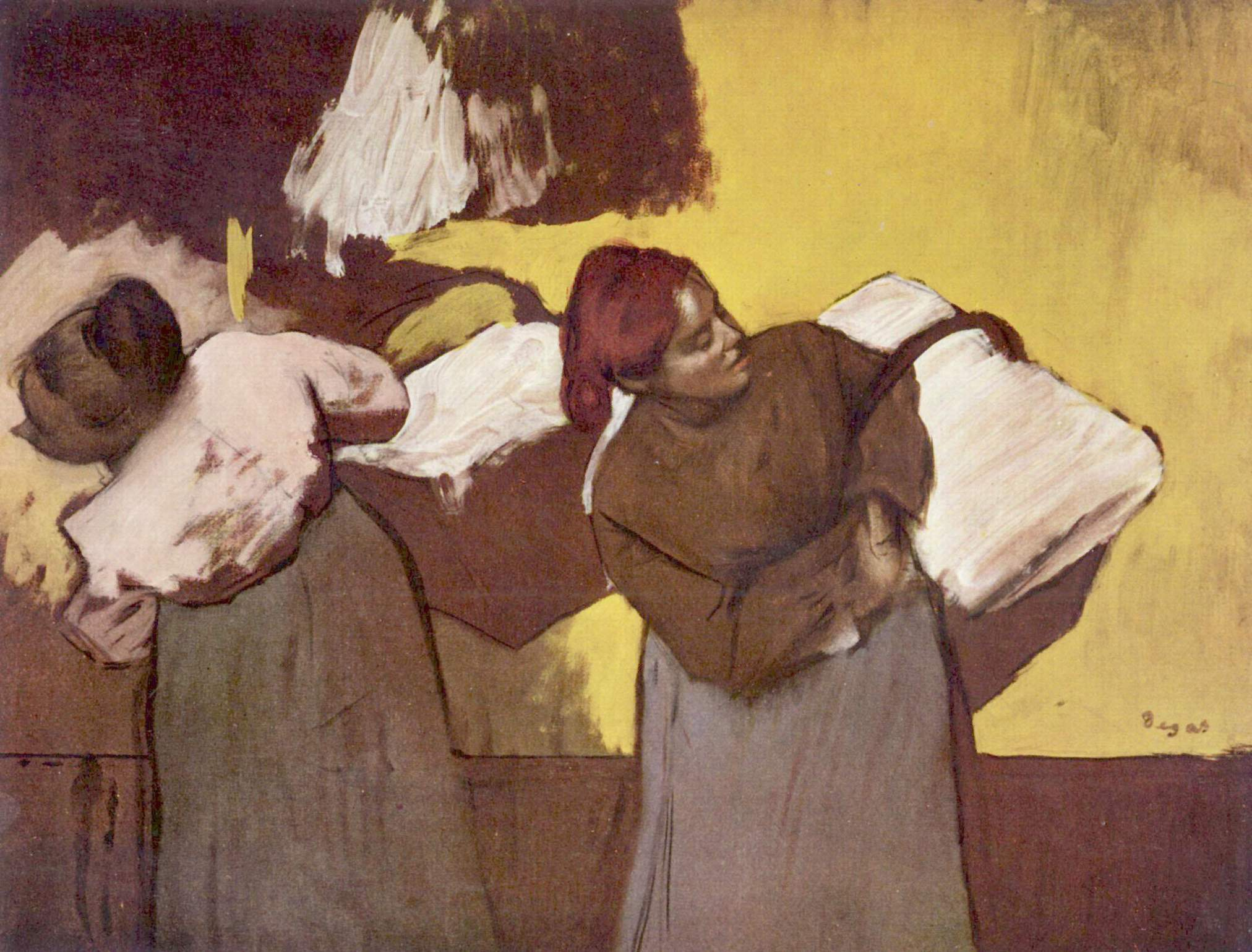
Esboço de Lavadeiras, 1876 - 1878

Contudo, tal viria a mudar depois da concepção de Place de La Concorde. Enquanto nos seus antigos quadros surgem com bastante dinamismo, a composição deste não permitiu tal coisa. As figuras deslocam-se, aparentemente, de forma vagarosa - o que é óbvio, pois representava um passeio. Existe uma quase ausência de personagens na praça parisiense. Figuram duas meninas que não se sabe a quem pertencem, de onde vêm nem para onde vão. Demonstram um sorriso implacável e constrangedor, comparável ao de Mona Lisa, de Leonardo da Vinci. Dois velhos de cara triste, deambulando com cartola posta, e barba arranjada, muito ecléticos. Parecem infelizes. E esta atmosfera triste realça-se mais com os trajes dos personagens, cinzas ou pretos.
Não se sabe ao certo como reagiram as pessoas ao quadro, sabe-se porém, que ficaram eternizadas nas expressões de cansaço, no público. Pareciam tristes ao ver a obra. Degas já não era o mesmo.

### A pequena bailarina

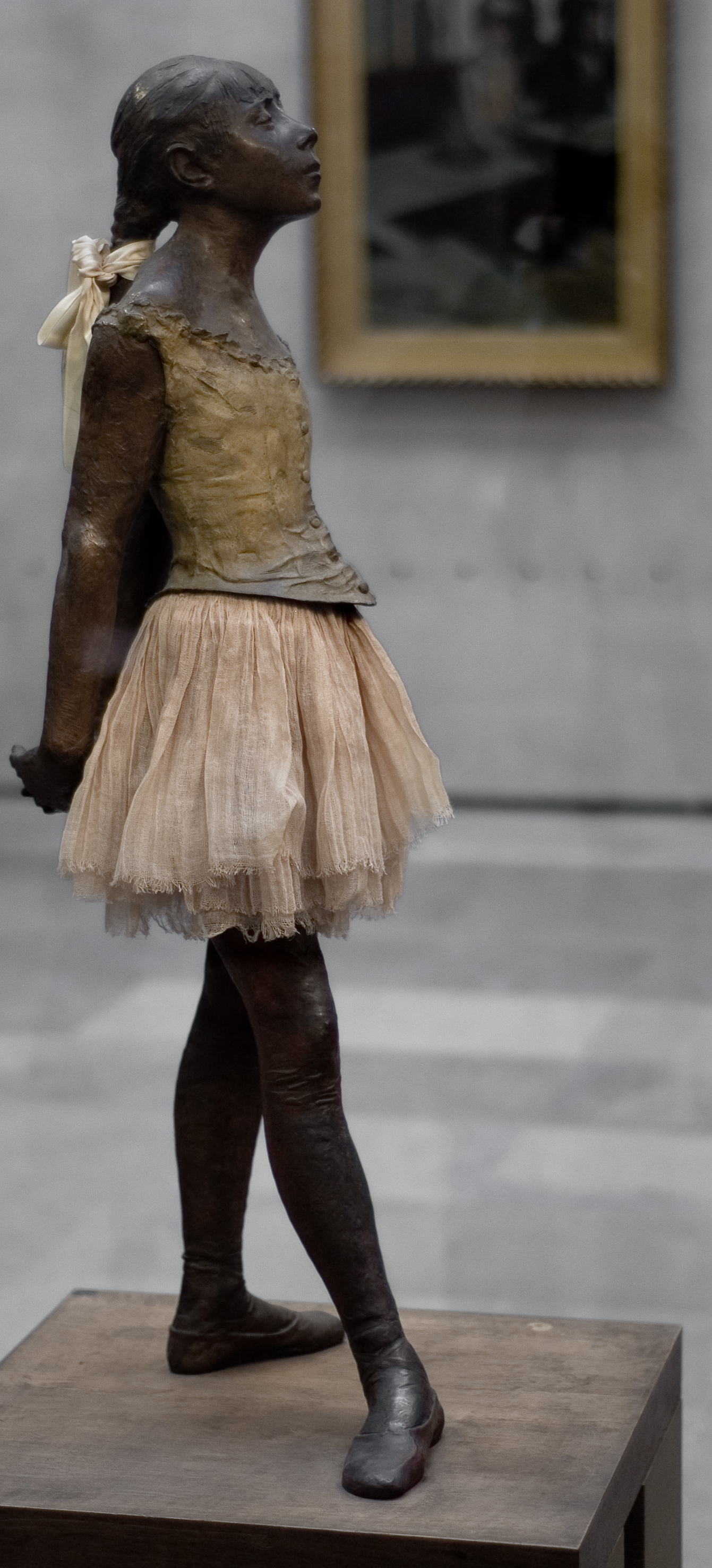
A pequena bailarina de catorze anos, escultura forjada em bronze a partir da imagem em cera exibida na Mostra Impressionista de 1881.

E depois de A pequena bailarina de catorze anos, Degas marca o início da sua independência do grupo dos impressionistas. Deixa-os para trás. Aquilo, para ele, era somente uma brincadeira, com a qual se tornou reconhecido na Europa.
Ao exibir essa escultura, deixou os seus colegas chocados, assim como toda a "boa sociedade" da época. A bailarina representada era um dançarina da Ópera que Degas conhecera. A sua família era miserável, tendo mesmo uma irmã prostituta. Depois de Degas a ter esculpido, ela chegou a estudar balé, até os dezesseis anos, mas acabou por se prostituir para conseguir viver. Na escultura, estão bem marcados, na face da bailarina, as marcas da miséria em que viviam milhares de parisienses.
A primeira versão de A pequena bailarina de 14 anos foi apresentada na VI Mostra Impressionista, em 1881, causando imediatamente reações de surpresa e escândalo: "Refinada e bárbara ao mesmo tempo, com seu vestido engenhoso e sua carne colorida latejando, sulcada pelo trabalho de seus músculos, esta estatueta é a única tentativa de verdadeira modernização da escultura que conheço", escreveu Joris-Karl Huysmans. O que desencadeou as críticas foram, acima de tudo, considerações morais e não estéticas. O rosto oco e mumificado de Marie Van Goethem, a adolescente  belga, aluna da Ópera, que servira de modelo, pareceu a Mantz, por exemplo, "de um desplante bestial"; para Trianon era "um modelo de horror e bestialidade"; para Jules Claretie "o rosto vicioso daquela jovem que tinha acabado de passar pela puberdade, uma pequena flor de rua, permanece inesquecível". A fisionomia, que a muitos pareceu simiesca e feia, foi comparada à de um exemplar de zoológico ou de museu antropológico - para o que muito contribuiu, na primeira versão em cera, a presença de cabelos reais, o tecido misturado com cera e os membros translúcidos e hiper-realistas. A ideia de vestir sua escultura com roupas de tecido e de lhe acrescentar cabelos naturais tinha, no entanto, vários precedentes, dos quais Degas certamente tinha conhecimento: as estátuas de cera de Madame Tussauds, em Londres; os manequins de cera das exposições etnográficas da época; os "panoramas", ou seja, conjuntos que reconstruíam as Guerra franco-prussiana; as esculturas católicas da Espanha (por onde Degas estivera viajando) e as estatuetas do presépio napolitano, que o escultor, com toda a certeza, vira em Nápoles, cidade onde vivera por muito tempo, com seu avô, que lá era dono proprietário de um banco.